# تشنكيفروندي
تشنكيفروندي، هي مدينة تقع في مقاطعة ريدجو كالابريا في إيطاليا.

## السكان
في سنة 1861 بلغ عدد السكان 4٬988 نسمة، وتطور العدد ليصل في سنة 2011 لـ 6٬492 نسمة.
يظهر هذا المخطط البياني تطور النمو السكاني لـ تشنكيفروندي